# Cyd Gray
Cyd Gray (Scarborough, 21 novembre 1973) è un ex calciatore trinidadiano, difensore.

## Carriera

### Club
Ad agosto 2006, il Middlesbrough, squadra inglese di Premiership, offrì un contratto a Gray dopo un provino riuscito con loro, senza poi tesserarlo.

### Nazionale
Il suo esordio internazionale risale al marzo del 2001 in una gara di qualificazione alla Coppa del Mondo contro la Costa Rica. Durante una partita di Digicel Cup, Gray segnò il suo primo gol per la Nazionale nella vittoria per 2-0 su Grenada, il 26 novembre 2004, cinque giorni dopo il suo 31º compleanno. Gray capitanò la selezione in una gara amichevole contro il Giappone, il 9 agosto 2006. Dalla Coppa del Mondo FIFA del 2006 Cyd Gray e Dwight Yorke furono gli unici due giocatori nati in Tobago sull'elenco ufficiale dei convocati.